# Шер, Раиса Петровна
Раиса Петровна Шер (род. 20 августа 1952, Алма-Ата, Казахская ССР, СССР) — казахстанский государственный деятель, депутат Мажилиса Парламента Республики Казахстан I созыва (1996—1999).

## Биография
Родилась 20 августа 1952 года в г. Алма-Ата.
В 1973 году окончила Алматинский педагогический институт иностранных языков по специальности преподаватель немецкого языка.
В 1998 году окончила юридический факультет Казахского национального педагогического университета имени Абая по специальности юрист.

## Трудовая деятельность
С 1973 по 1976 годы — учитель немецкого языка в средней школе им. Бозжанова Алматинской области, воспитатель в дошкольном учреждении № 254 г. Алматы.
С 1976 по 1986 годы — методист кабинета иностранных языков Алматинского областного института усовершенствования учителей, член учебно-методического совета.
С 1986 по 1992 годы — инспектор школы Ауэзовского районного отдела образования г. Алматы, директор средней школы № 6 г. Алматы.
С 1992 по 1994 годы — зам. председателя Ауэзовского районного Совета народных депутатов г. Алматы, директор средней школы № 6 г. Алматы.
С 1996 по 1999 годы — депутат Мажилиса Парламента Республики Казахстан I созыва.
С 1994 по 1996 годы — депутат городского маслихата г. Алматы.
С 1999 по 2006 годы — начальник отдела воспитательных и интернатных учреждений, начальник управления реализации государственных программ и информационно-аналитической работы Министерства образования и науки Республики Казахстан.
С 2006 по 2009 годы — заместитель председателя Комитета по охране прав детей Министерства образования и науки Республики Казахстан.
С 2009 по 2014 годы — председатель Комитета по охране прав детей Министерства образования и науки Республики Казахстан.
С 2014 по 2025 годы — директор Республиканского учебно-методического центра дополнительного образования МОН РК.
С ноября 2018 года — советник Министра образования и науки Республики Казахстан по вопросам охраны прав детей.

## Награды и звания
- Почётный работник образования Республики Казахстан;
- нагрудный знак «Отличник образования Республики Казахстана»;
- нагрудный знак «Отличник народного просвещения Казахской ССР»;
- педагогический медаль имени «Ыбырая Алтынсарина»;
- золотая медаль фонда ЮНИСЕФ;
- Орден Парасат (2021);
- Орден Курмет (14 декабря 2011 года);[4]
- Медаль «Астана» (1998 года);
- Медаль «За трудовое отличие» (Казахстан);
- Правительственные медали, в том числе:
  - Медаль «10 лет независимости Республики Казахстан» (2001 года);
  - Медаль «10 лет Конституции Республики Казахстан» (2005 года);
  - Медаль «10 лет Астане» (2008 года);
  - Медаль «20 лет независимости Республики Казахстан» (2011 года);
  - Медаль «25 лет независимости Республики Казахстан» (2016 года);
  - Медаль «30 лет независимости Республики Казахстан» (2021 года);